# Siganus virgatus
Siganus virgatus är en fiskart som först beskrevs av Valenciennes, 1835.  Siganus virgatus ingår i släktet Siganus och familjen Siganidae. Inga underarter finns listade i Catalogue of Life.